# Old Royal Naval College
Het Old Royal Naval College is een Brits 18e-eeuws bouwwerk aan de zuidoever van de Theems in Greenwich bij Londen. Het was achtereenvolgens als Greenwich Hospital een rustoord voor voormalige zeelieden van de Royal Navy tot 1869, de vestigingsplaats van het Royal Naval College van 1873 tot 1998 en een campus van de universiteit van Greenwich sinds 1999 en het Trinity College of Music sinds 2000. Het bouwwerk wordt daarbij aangeduid als het Old Royal Naval College. Het complex maakt deel uit van het cultureel werelderfgoed sinds het door de betrokken UNESCO commissie in 1997 als onderdeel van de inschrijving "Maritiem Greenwich" aan de werelderfgoedlijst werd toegevoegd.
Het bouwwerk is gebouwd naar de plannen uit 1692 van Christopher Wren, hofarchitect en ontwerper van onder meer Kensington Palace, Hampton Court Palace, the Wren Library in Trinity College, Cambridge, de Royal Observatory en St Paul's Cathedral. De bouw werd aangevat in 1696 en de eerste van de vier kwadranten van het complex, King Charles Court werd afgewerkt in 1705. De drie andere gebouwen, Queen Mary Court, Queen Anne Court en King William Court werden pas na Wrens overlijden in 1723 naar zijn ontwerp door zijn opvolgers afgewerkt.

Royal Hospital for Seamen at Greenwich, kortweg Greenwich Hospital, later Royal Naval College, met centraal op de achtergrond het Queen's House

## Geschiedenis
Het oudst gekende bouwwerk op de site was het 15e-eeuwse Bella Court, gebouwd in 1443 door Humphrey, hertog van Gloucester, en later omgedoopt tot Paleis van Placentia door Margaretha van Anjou bij de confiscatie. Herbouwd tussen 1498 en 1504 door Hendrik VII, was het sindsdien beter bekend als Greenwich Palace. Als zodanig was het de geboorteplaats van de Tudor-vorsten Henry VIII (1491), Mary I (1516) en Elizabeth I (1533), en naar verluidt het favoriete paleis van Henry VIII. Het paleis raakte in verval tijdens de Engelse Burgeroorlog. In opdracht van en voor koning Charles II tekende de architect John Webb in 1664 nog een nieuwe vleugel aan het kasteel uit die in de daarop volgende decennia deels werd afgewerkt. Met uitzondering van het onvolledige John Webb-gebouw werden de laatste delen van het Greenwich Palace uiteindelijk in 1694 gesloopt.

### Royal Hospital for Seamen at Greenwich (Greenwich Hospital)
Koningin Mary II, geraakt door de beelden van terugkerende gewonde mariniers na de zeeslagen bij Barfleur en La Hougue, gaf in 1692 opdracht het nooit als koninklijke residentie gebruikte en niet afgewerkte kasteel van Charles II om te bouwen tot een Royal Hospital for Seamen at Greenwich, veelal gekend als het Greenwich Hospital. Het woord "Hospital" werd gebruikt in zijn oorspronkelijke betekenis van een plaats die gastvrijheid biedt aan degenen die het nodig hebben, en verwees niet naar medische zorg, hoewel de gebouwen een ziekenboeg bevatten die, nadat Greenwich Hospital gesloten was, tot 1986 opereerde als Dreadnought Seaman's Hospital. De stichting die het ziekenhuis exploiteerde bleef ook nadien en tot heden bestaan, ten behoeve van voormalig personeel van de Koninklijke Marine en hun nabestaanden. De stichting biedt nu beschutte huisvesting op andere locaties.
Architect Christopher Wren bouwde de oude kasteelvleugel verder uit tot het huidige King Charles Court, wat na bouwwerken van 1696 tot
1705 afgewerkt werd. Zijn plannen voorzagen een verdere uitbreiding in zuidelijke en oostelijke richting. Een vroege controverse ontstond toen bleek dat de oorspronkelijke plannen voor het Hospital het uitzicht op de rivier vanuit het Queen's House zouden hebben geblokkeerd. Koningin Mary II beschouwde het als een faux pas van Wren en beval daarom dat de gebouwen werden gesplitst, waardoor een laan werd gecreëerd die van de rivier door het complex heen naar het Queen's House en Greenwich Park met Greenwich Hill en de Royal Observatory daarachter leidde. Dit gaf Greenwich Hospital zijn kenmerkende uitstraling, met vier aparte gebouwen gerangschikt in een aantal kwadranten. De vier belangrijkste gebouwen (de "Courts") zijn doorsneden noord-zuid door een Grand Square en passage, en oost-west door een interne weg van de East Gate (met wachthuis) naar de West Gate (met wachthuis), tegenwoordig gekend als de College Way. De West Gate leidt naar Greenwich West met Greenwich Market en de ligplaats van de Cutty Sark en verder naar Deptford, de East Gate naar het centrum van Greenwich en de Greenwich Peninsula. De passage ten zuiden van de Grand Square heeft exact de breedte van het achterliggende Queen's House zelf.
King Charles Court in het noordwesten werd volledig onder de supervisie van Wren gebouwd, Queen Mary Court in het zuidoosten, met ook de Hospital Chapel, was getekend door Wren en diens assistent Nicholas Hawksmoor, maar met een bouw die pas werd aangezet na Wren's overlijden onder supervisie van architect Thomas Ripley werd in 1742 afgewerkt, Queen Anne Court in het noordoosten met Wren en Hawksmoor als architecten en King William Court, met de Painted Hall, in het zuidwesten ontworpen door Wren, maar afgewerkt door Hawksmoor en Sir John Vanbrugh.
In het zuidwesten van de site opende in 1712 nog een Royal Hospital School, om hulp en onderwijs te bieden aan de wezen van zeevarenden in de Koninklijke en Koopvaardij marines. In 1933 verhuisde die kostschool naar Holbrook, Suffolk (nog steeds actief aldaar). De oude schoolgebouwen werden het volgende jaar, in 1934, heropend als het scheepvaartmuseum National Maritime Museum.
Tot de gouverneurs van het Hospital behoorden ook Thomas Hardy, in de nadagen van zijn roemrijke carrière.
Greenwich Hospital sloot in 1869, waarbij de gebouwen werden overgenomen door het Royal Naval College, Greenwich die vanaf 1873 de militaire zeevaartopleiding aldaar organiseerde tot 1998.
Als gevolg van de aanleg van een spoorweg werden de overblijfselen van duizenden matrozen en officieren, begraven op de gronden van het Greenwich Hospital, waaronder veel van degenen die hadden gevochten in de Slag bij Trafalgar, in 1875 op de site werden opgegraven en een dikke kilometer oostwaarts verplaatst naar East Greenwich Pleasaunce, tot heden een groene zone in Greenwich.

### Royal Naval College, Greenwich
Het Royal Naval College, Greenwich, werd opgericht door een Order in Council op datum van 16 januari 1873. Hoogleraren wiskunde, exacte wetenschappen, scheikunde, toegepaste mechanica en vestingwerken verzorgden een officierenopleiding voor bij toegang onderluitenanten en was "de universiteit van de marine". De staf bestond uit een mengeling van burgers en marinepersoneel. Het instituut werd gesloten in 1998 en de opleiding werd overgenomen door de reeds bestaande Britannia Royal Naval College in Dartmouth, Devon voor de initiatie en het nieuw opgerichte Joint Services Command and Staff College dat alle militaire wapens dient en gevestigd is in Watchfield.

### Na de sluiting van het Royal Naval College
In het King Charles Court, het noordwestelijk gebouw, vestigde zich vanaf 2000 Trinity College of Music, wat in 2005 fusioneerde met het Laban Dance Centre en voortaan gekend was als het Trinity Laban Conservatoire of Music and Dance.
In de drie andere Courts zijn sinds 1999 onderzoekscentra en auditoria van de universiteit van Greenwich gevestigd waarmee het Old Royal Naval College uitgroeide tot de hoofdcampus van die universiteit.